# Elodes peninsularis
Elodes peninsularis là một loài bọ cánh cứng trong họ Scirtidae. Loài này được Pic mô tả khoa học năm 1898.